# バーゼル公会議
バーゼル公会議（バーゼルこうかいぎ）は、1431年にスイスのバーゼルで開会されたキリスト教の公会議。公会議主義者と教皇支持派の争いの場となった。
- 名称については、諸事情により公会議の開催地がバーゼルからフェラーラ、フィレンツェ、ローマへと移動したため、後の会期とあわせてバーゼル・フェラーラ・フィレンツェ公会議といわれることもある。また前期と後期の会議をわけて後期の会議をフィレンツェ公会議あるいはフェラーラ・フィレンツェ公会議と呼ぶこともある。

- 1437年の公会議が分裂後、教皇らに反発してバーゼルに残り、対立教皇を選出したグループをバーゼル公会議派と呼ぶことがある。

## 経緯
コンスタンツ公会議での公会議定期開催の決定を受けて、教皇マルティヌス5世はパヴィア、ついでシエナで公会議を行おうとしたが果たせず、1431年にバーゼルに会議を招集した。マルティヌス5世が開会を待たずに死去したため、開催は次の教皇エウゲニウス4世に引き継いで行われた。
1431年7月23日に開会したものの、ほとんど参加者が集まらなかったため、冬に入って教皇は公会議を解散しようとした。が、参加者たちはコンスタンツ公会議の精神を再確認して命令を拒否。逆に教皇を公会議に召喚するに至って、教皇対公会議主義者の争いという様相を呈し始めた。この段階ではまだ公会議側に理があるとみる人々が多かったため、二年にわたる駆け引きの後に（世俗諸侯の圧力もあって）教皇側は譲歩を余儀なくされ、1433年に解散命令を撤回し、公会議を正統なものとして存続を認めた。
以降も公会議では、教皇不在のままでさまざまな討議が行われ、教会改革を目指した多くの決定が行われた。また、公会議は懸念となっていたフス派の問題にも一応の解決を見るなど、一定の成果をあげていた。しかし、公会議と教皇の間の関係は、東方正教会との合同会議をどこで行うかという問題をめぐって1437年に入って最終的に決裂することになった。
以降の経緯についてはフィレンツェ公会議を参照のこと。